# Sint-Bartholomeüskerk (Heidelberg)
De oude Sint-Bartholomeüskerk (Duits: St. Bartholomäuskirche) in Wieblingen, een Stadtteil van Heidelberg (Baden-Württemberg), is een barokke dorpskerk van het vroegere dorp Wieblingen.

## Geschiedenis

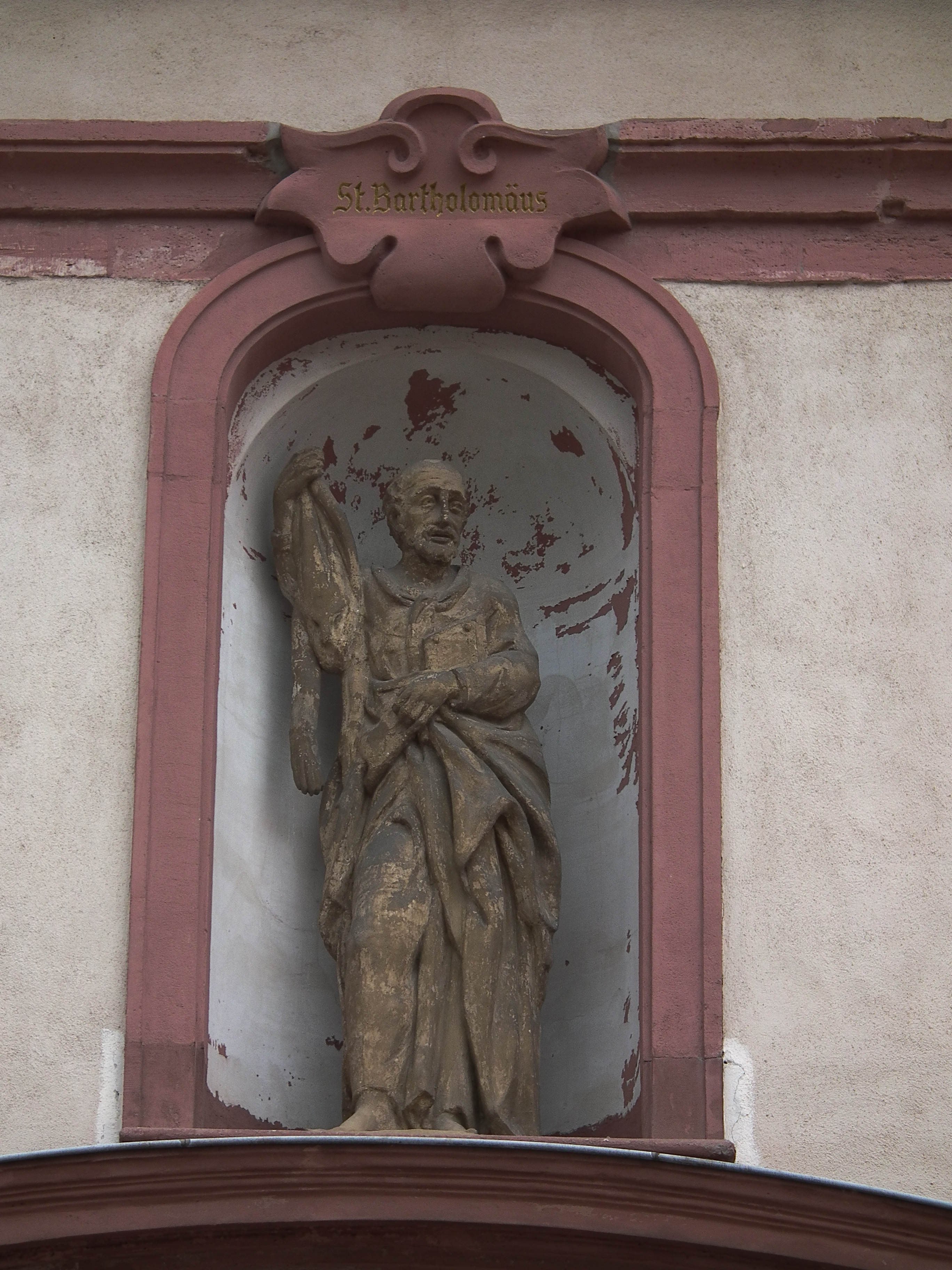
Beeld van de patroonheilige in de gevelnis

Het kerkgebouw werd tussen 1744 en 1746 naar de tekeningen van Johann Jakob Rischer onder leiding van Kaspar Valerius gebouwd voor de katholieke gemeenschap, die van 1545 tot 1705 de oude kerk van Wieblingen met de protestanten had gedeeld.
Het gebouw bestaat uit één schip, een vijfhoekig koor dat binnen halfrond is, een sacristie en een toren met een barokke bekroning.
Na de Tweede Wereldoorlog werd voor de gegroeide gemeente een nieuwe kerk gebouwd, die in 1956 werd ingewijd. De oude kerk bleef gelukkig bewaard, echter uit verkeerstechnische motieven werd het kerkschip in 1970-1971 ingekort en de voorgevel verder naar achteren geplaatst. De oorspronkelijke afmetingen van het grondplan zijn tegenwoordig gemarkeerd in de bestrating. In de jaren 1973-1977 werd de kerk verbouwd: de koorboog en de altaren werden verwijderd en de huidige banken geplaatst.
In de loop der tijd keerden later weer delen van de oorspronkelijke inrichting naar de kerk terug. Hieronder bevinden zich het grote kruis aan de koormuur, heiligenbeelden, schilderijen en de gerenoveerde kruisweg.
Het Walcker-orgel werd in 1995 opnieuw ingebouwd.
De kerk had drie klokken, die tegenwoordig in de toren van de nieuwe Bartholomeüskerk hangen. Sinds 1980 heeft de oude Bartholomeüskerk ook weer een klok, die in 1921 door de klokkengieterij Grüninger oorspronkelijk voor een kerk in Buchen-Rinschheim werd gegoten.